# Karl Bönisch
Karl Bönisch (* 24. Mai 1960 in Frielendorf) ist ein ehemaliger deutscher Fußballspieler.

## Sportlicher Werdegang
Bönisch spielte in der Jugend beim SG Frielendorf, für den er auch seine ersten Schritte im Erwachsenenbereich machte. 1980 wechselte er zum KSV Hessen Kassel, wo er zunächst in der Amateurmannschaft spielte. Unter Trainer Rudolf Kröner debütierte er in der Spielzeit 1981/82 für den Klub in der 2. Bundesliga, als er am 17. April bei der 0:1-Auswärtsniederlage bei Kickers Offenbach als Einwechselspieler für Gerhard Grau zum Einsatz kam. In der folgenden Spielzeit rückte er unter dem neu verpflichteten Trainer Timo Konietzka dauerhaft in den Zweitligakader, blieb aber vornehmlich Einwechselspieler. So war er bei 16 seiner 24 Ligaeinsätze eingewechselt worden, am Ende fehlten dem Klub drei Punkte zum Erreichen des Relegationsplatzes zur Bundesliga. Jörg Berger ersetzte im Sommer 1983 Konietzka, damit rückte Bönisch in die Stammelf der Hessen. Acht Tore erzielte er im Verlauf der Spielzeit 1983/84, erneut verpasste die Mannschaft als Tabellenvierter nur knapp den Aufstieg.
Bönisch folgte gemeinsam mit seinem Mannschaftskameraden Ulrich Wielandt einem Ruf des Traditionsvereins Freiburger FC, der in den bezahlten Fußball zurückdrängte und als Meister der Oberliga Baden-Württemberg erst in den Aufstiegsspielen die Rückkehr in die zweite Liga verpasst hatte. Unter Meistertrainer Lutz  Hangartner konnte der Klub nicht an den Vorjahreserfolg anknüpfen, die Mannschaft um Spieler wie Christian Streich, Henry Schüler, Joachim Heinke, Heikki Turunen und Thomas Eichin belegte letztlich den achten Tabellenplatz der Oberliga-Spielzeit 1984/85. Nach 24 Drittligaspielen kehrte Bönisch nach nur einer Spielzeit nach Kassel zurück. Anfangs war er unter Berger Stammspieler, da jedoch der Erfolg ausblieb rückte er ins zweite Glied und war nach Bergers Entlassung unter Rückkehrer Kröner sowie dessen Nachfolger ebenfalls häufig nur noch zweite Wahl. Nach dem Abstieg in die Oberliga Hessen 1987 verließ er daraufhin den Klub und spielte fortan bei GSV Eintracht Baunatal im Amateurbereich.
Bönisch hatte ursprünglich eine Ausbildung zum Fotograf gemacht. Nach seinem Wechsel nach Baunatal orientierte er sich zum Programmierer um und war in der Folge in der IT-Branche tätig.